# Исин Сиси
Исин Сиси (яп. 維新志士) — термин, обозначающий японских империалистов конца периода Эдо, убеждения которых имели выраженную националистическую окраску, а политической целью было свержение сёгуната Токугава. Само слово «сиси» (志士) означает «люди высокой цели», встречается также вариант «люди благородной цели». В основном термин применяется для обозначения самураев, происходивших из юго-западных ханов Тёсю, Сацума и Тоса, имевших антисёгунские взгляды и придерживавшихся идеологии Сонно Дзёи (Да здравствует Император, долой варваров). Тем не менее, этим словом иногда обозначают и сторонников сёгуната, разделявших идеи Сонно Дзёи.
Исин Сиси были нестойким и разнородным объединением, среди участников которого встречались люди с разнообразными целями и устремлениями. Некоторые из них, такие как хитокири (буквально «убийцы») Каваками Гэнсай, Накамура Хандзиро, Окада Идзо и Танака Симбэй, выбирали в качестве средства достижения своих целей жестокость и устрашение. Каваками Гэнсай, в частности, известен как убийца Сакумы Сёдзана, выдающегося мыслителя своего времени, придерживавшегося прозападных взглядов. Встречались и более радикальные личности, замышлявшие крупномасштабные атаки с целью государственного переворота, не обращая внимания на количество возможных жертв. Примером может служить Миябэ Тэйдзо, один из зачинщиков заговора, участники которого в 1864 году планировали поджечь Киото (в то время — столицу страны) во время фестиваля Гион. Заговор был сорван в результате атаки Синсэнгуми, сёгунского отряда, на гостиницу, где собирались заговорщики.
Среди Исин Сиси были и люди, чьи убеждения имели скорее академическую направленность. Ярким представителем этой группы был философ Ёсида Сёин из Тёсю, основавший частную школу Сёка-сондзюку и обучивший многих государственных лидеров будущего правительства Мэйдзи. Ёсида поддерживал связи со многими видными фигурами эпохи бакумацу, такими как Каваи Цугуносукэ, Кацу Кайсю, Сакума Сёдзан и другие.
Как уже было отмечено, Исин Сиси необязательно желали свержения сёгуната. Например, Исин Сиси из хана Мито были ответственны за убийство высокопоставленного сёгунского чиновника Ии Нао́сукэ, подписавшего неравноправные договоры с иностранными державами и возведшего на престол несовершеннолетнего Токугаву Иэмоти. В последующие годы в Мито произошло восстание, получившее название Тэнгу-то, участники которого сражались против сёгунской армии. Несмотря на то, что эти действия были явным конфликтом с сёгунским правительством, Исин Сиси из Мито не находились в оппозиции к самому сёгуну. Более того, они служили младшей ветви сёгунов Токугава и считали, что помогают действующему правительству.
Более радикальные Исин Сиси из Тёсю и Сацумы впоследствии составили основной костяк государственного аппарата на этапе формирования правительства Мэйдзи. Некоторые из них, например, Ито Хиробуми и Ямагата Аритомо, оставались значимыми фигурами японской политики и общественной жизни до начала XX века.